# رود مرزی
رود مرزی (و نیز: رود فرامرزی، رودخانه مرزی و رودخانه فرامرزی یا رود بین‌المللی) به هر رودخانه ای گفته می‌شود که از مرز بین کشورها (یا سایر مرزهای سیاسی) عبور می‌کند. رودخانه مرزی دست کم بین دو کشور یا منطقه مستقل جریان دارد. مرز کشورها یا ایالت‌ها و سایر نواحی جغرافیایی سیاسی، محل ورود یک رودخانه از یک کشور به کشور دیگر است.
کشور بنگلادش دارای بیشترین تعداد رودهای مرزی است که تقریباً همگی از مرزهای بین‌المللی این کشور عبور می‌کنند.

## رودخانه‌های فرامرزی
| River       | Length (km) | Countries |
| ----------- | ----------- | --- |
| براهماپوترا | ۲٬۹۰۰       | هند · بنگلادش · چین                                                                                                |
| کلرادو      | ۲٬۳۳۳       | ایالات متحده آمریکا · مکزیک                                                                                        |
| دانوب       | ۲٬۸۶۰       | آلمان · اتریش · اسلواکی · مجارستان · کرواسی · صربستان · رومانی · بلغارستان · مولدووا · اوکراین                     |
| گنگ         | ۲٬۵۲۵       | هند · بنگلادش |
| مکونگ       | ۴٬۳۵۰       | چین · میانمار · لائوس · تایلند · کامبوج · ویتنام                                                                   |
| نیل         | ۶٬۸۵۳       | رواندا · بوروندی · اوگاندا · جمهوری دموکراتیک کنگو · تانزانیا · کنیا · اتیوپی · اریتره · سودان جنوبی · سودان · مصر |
| راین        | ۱٬۲۳۰       | آلمان · اتریش · سوئیس · فرانسه · هلند · لیختن‌اشتاین                                                                |

## رودخانه‌های فرامرزی بنگلادش
بنگلادش دارای حداقل ۵۸ رودخانه مرزی است که از هند یا میانمار وارد این کشور می‌شوند. این رودهای مرزی اثرات طبیعی، اقتصادی و سیاسی بزرگی بر بنگلادش و روابط آن با کشورهای همسایه دارند. کنوانسیون‌های بین‌المللی حاکم بر آب‌های بین‌المللی، منجر به پیچیده شدن اختلافات سیاسی این کشورها شده است.
هند و بنگلادش ۵۴ رودخانه مرزی مشترک دارند که تنها معاهده‌ای برای رودخانه گنگ به امضای طرفین رسیده است. این معاهده در تاریخ ۱۲ دسامبر ۱۹۹۶ تصویب شده و مدت آن ۳۰ سال است که با رضایت متقابل، تجدیدپذیر خواهد بود.

## یادداشت
1. ↑  Maxwell, Daniel M. "Exchanging Power: Prospects of Nepal-India Cooperation for Hydropower Development". SSRN. Retrieved 2012-12-26.
2. ↑  "India-Bangladesh Political Relations" (PDF). Sharing of River Waters. Ministry of External Affairs, Government of India, February 2007. Archived from the original (PDF) on 25 September 2007. Retrieved 2007-12-18.